# 테일즈 앤 뮤직 메이커
테일즈 앤 뮤직 메이커는 어린이들의 교육을 위해 1994년 북미에 출시된 세가 피코 게임이다. 이후 일본에는 1995년 12월 5일 출시되었으며, 이 게임의 주인공은 마일즈 프라우어다. 이 게임의 목적은 음악을 배우는 것을 목적으로 하고 있다.